# 수영환경공원
수영환경공원(水營環境公園, Suyeong Environment Park)은 대한민국 부산광역시에 있는 스포츠 시설이다. 인조잔디 필드가 갖춰진 경기장이며, 1998년 4월에 준공되었다.

## 참고 문헌
- “수영환경공원”. 부산환경공단.
- “수영환경공원”. 《부산생활체육포털》. 부산광역시청.
- 《2023 전국 공공체육시설 현황 (2022년 12월말 기준)》. 대한민국 문화체육관광부. 2024.